# Ibrahim Bek
Ibrahimbek Chaqaboev (en uzbeko: Иброҳимбек Чакабаев, romanizado: Ibrohimbek Chaqaboev), conocido normalmente como Ibrahim Bek (1899, Valle de Gissar, Emirato de Bujará, actualmente Tayikistán - 31 de agosto de 1931, Tashkent, Unión Soviética, actualmente Uzbekistán), fue un líder guerrillero que luchó por la independencia de Turquestán durante la Guerra Civil rusa y la Revuelta de los Basmachí.

## Legado y repercusión popular
El 25 de agosto de 2021, en vísperas del Día de Conmemoración de las Víctimas de la Represión, que se celebra en Uzbekistán el 31 de agosto, el Tribunal Supremo de Uzbekistán rehabilitó a 115 personas condenadas a ejecución en las décadas de 1920 y 1930. Entre los kurbashi rehabilitados fue Ibrahim Bek.